# 全国ご当地キャラニュース
全国ご当地キャラニュース（ぜんこくごとうちきゃらニュース）は、メディアエンジン有限会社が運営する、全国のゆるキャラと呼ばれるご当地キャラクター専門のニュースサイト。編集長は、メディアエンジン有限会社社長の内田勉。

## 概要
2009年10月15日に創刊。日本や世界各地に点在する「ご当地キャラ」「ゆるキャラ」を紹介する、日本初のゆるキャラ専門ニュースサイトとしてオープン。
創刊と同時に、ライブドアニュースに出稿を始める。12月からはマピオンニュースにも配信を開始し、2011年3月現在ではGoogleニュースと合わせて3媒体に配信している。
記事は、一日1 - 3本程度で、ご当地キャラクターの紹介や、イベント情報、キャラクターグッズ情報などを配信しており、サイト上では、イベントカレンダー、ご当地キャラマップや、Twitterを活用したイベント情報、国債版として、全国ご当地キャラニュースの記事を英語に翻訳した「Gotouchi Kyara News International」などを掲載しているほか、キャラクターイベントの運営協力も積極的に行っている。
2010年4月1日には、「宇宙一のご当地キャラは鳩山内閣のイメージキャラクター【ユキオさん】に決定！」という、エイプリルフールの記事が、「絵が雑」と2ちゃんねる等で話題となった。
2010年5月から、「ご当地情報員」と称する一般市民の記者の募集を開始し、採用原稿には、1記事1000円相当の報酬が、Amazonギフトやクオカード等の金券で支払われ、ランクに応じて報酬額が増額される。ご当地情報員の会員証の配布も将来的に考えているとしている。
2010年9月に、株式会社ライブドアが公募した、第一回ブログ奨学金の対象ブロガーに選ばれた。
動画配信事業は、編集長が社長を務めるPod TV株式会社が行っており、ポータルサイトへの配信協力と、ご当地情報員を管理する事務局業務は、メディア・エージェンシー有限責任事業組合が行っている。

## 編集長
- 内田勉 - メディアエンジン有限会社、PodTV株式会社代表取締役社長

## 記者
- 後藤卓也 - メディア・エージェンシー有限責任事業組合・代表取締役
- 葦乃原光晴
- 今井聖子
- 北島要子
- 波多野仁
- 飾磨亜紀